# Kit Premier League Division I
La Kit Premier League Division I è la seconda serie calcistica professionale dello Sri Lanka.
Le squadre sono divise in due gironi da 8 squadre e le vincenti dei gironi vengono promosse in Kit Premier League.

## Vincitori
| Anno      | 1               | 2             |
| --------- | --------------- | ------------- |
| 2006/2007 | New Young       | Jupiters      |
| 2007/2008 | SL Navy         | Java Lane     |
| 2008/2009 | Old Benedictans | Don Bosco     |
| 2009/2010 | Java Lane       | Kalutara Park |
| 2010/2011 | SL Navy         | Nandimithra   |
| 2011/2012 | Kalutara Park   | Negombo Youth |
| 2012/2013 | Java Lane       | Nandimithra   |